# Crossopetalum orientale
Crossopetalum orientale är en benvedsväxtart som beskrevs av Mory. Crossopetalum orientale ingår i släktet Crossopetalum och familjen Celastraceae. Inga underarter finns listade.